# Simon Davies (fotbollsspelare född 1979)
Simon Davies, född 23 oktober 1979 i Haverfordwest i Wales, är en före detta fotbollsspelare som bland annat spelade i dem engelska klubbarna Tottenham Hotspur, Everton och Fulham. Han har spelat 58 landskamper för Wales och gjort 6 mål. Den första landskampen kom 28 mars 2001 mot Ukraina. Matchen slutade 1-1. 
Davies inledde sin proffskarriär i Peterborough United där han andra säsongen (som 20-åring) spelade 47 matcher och gjorde 4 mål. Efter ytterligare ett år i Peterborough såldes han till Premier League-laget Tottenham Hotspur där han spelade fem år. Sedan flyttades han till Liverpool och klubben Everton FC där han spelade i två säsonger innan han 2007 köptes av Fulham. Simon Davies var bakom Ryan Giggs och Craig Bellamy en av Wales största stjärnor.